# Emeopedus baloghi
Emeopedus baloghi är en skalbaggsart som beskrevs av Stefan von Breuning 1975. Emeopedus baloghi ingår i släktet Emeopedus och familjen långhorningar. Inga underarter finns listade i Catalogue of Life.